# Neobuccinum
Neobuccinum is een geslacht van weekdieren uit de klasse van de Gastropoda (slakken).

## Soort
- Neobuccinum eatoni (E. A. Smith, 1875)